# Aranda de Duero

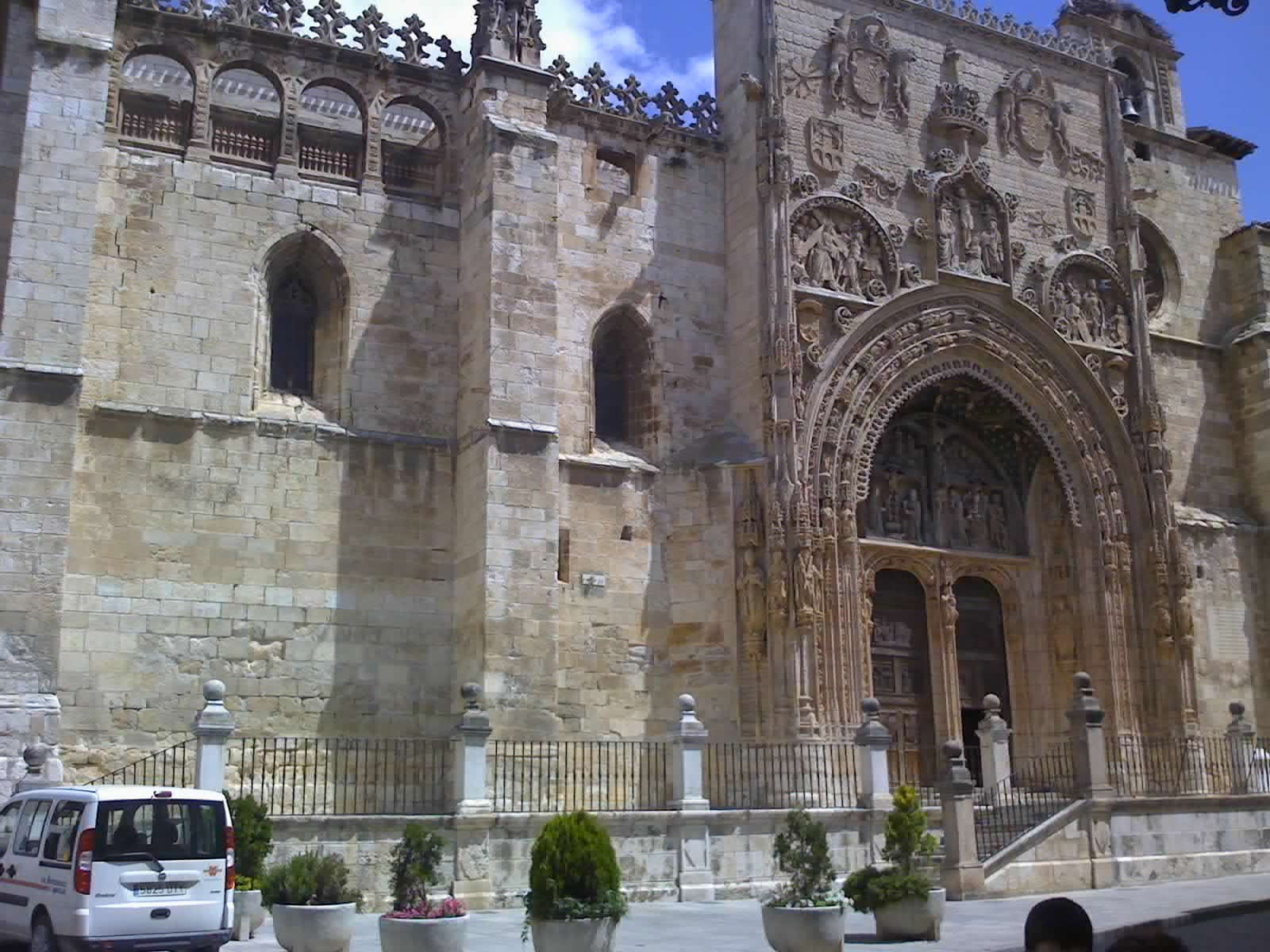
Santa María la Real Kościół, zbudowany w latach XV i XVI wieku.

Aranda de Duero – hiszpańskie miasto i gmina w południowej części prowincji Burgos. W 2010 roku miasto liczyło 33 154 mieszkańców. Najbliższe lotnisko znajduje się w Valladolid.

## Miasta partnerskie
- Miranda do Douro, Portugalia
- Salon-de-Provence, Francja
- Langen, Niemcy
- Roseburg, Oregon, USA
- Santa Cruz de Tenerife, Wyspy Kanaryjskie, Hiszpania
- Romorantin-Lanthenay, Francja

źródło:

## Santa María la Real Kościół, zbudowany w latach XV i XVI wieku

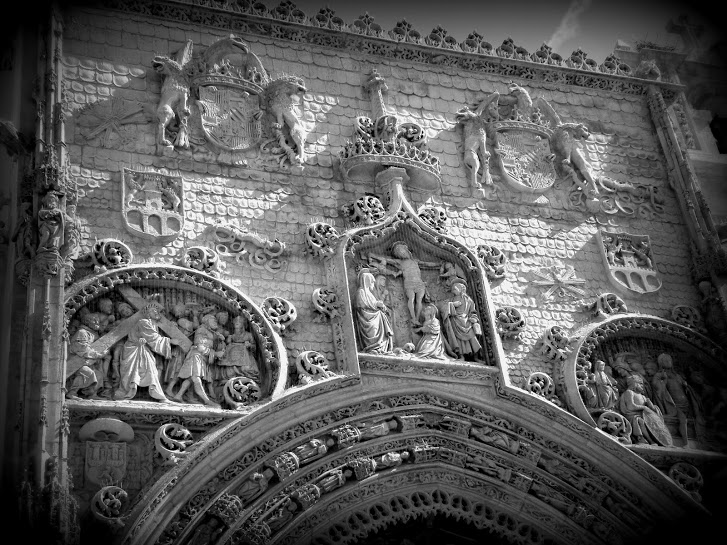
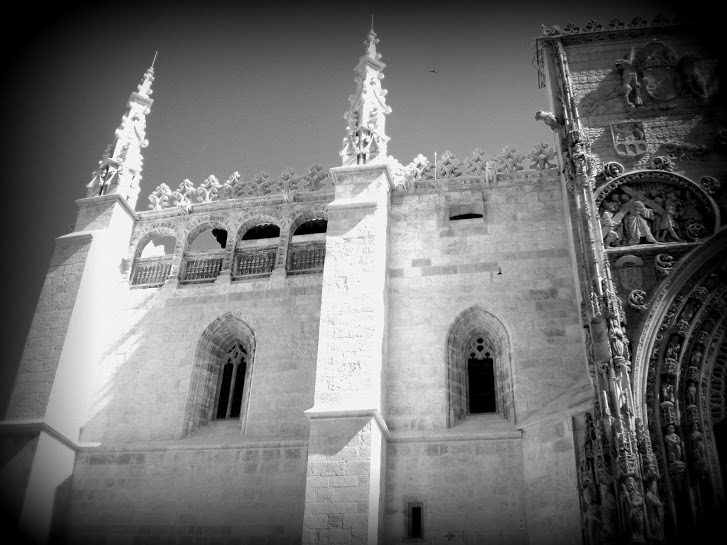
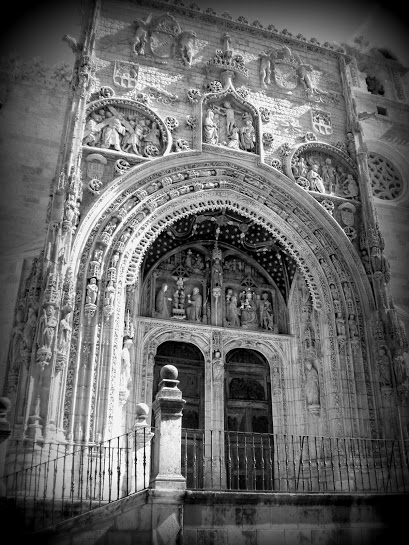
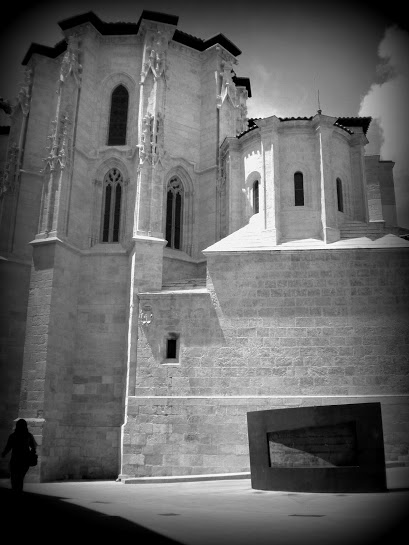
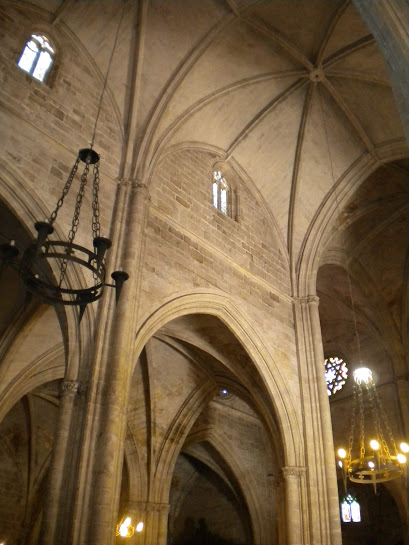
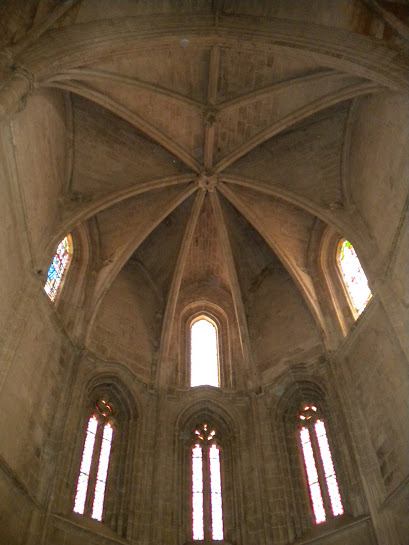

## Zabytki miasta
- Santa María la Real
- San Juan
- Virgen de las Viñas
- Pustelnia Matki Boskiej Vines
- Berdugo
- Bodegas
- "Peñas"
- San Juan de la Vera Cruz
- San Nicolas de Bari
- Bridge Conchuela
- Roman Bridge
- Humilladero
- ulica Isilla

## Ludzie związani z miastem
- Bernardo Sandoval y Rojas (1546-1618)
- Antonio Gutiérrez de Otero (1729-1799)[3]
- Diego Arias de Miranda (1845-1929)
- José Martínez de Velasco y Escolar
- Tomás Pascual (1926-2006)
- Javier Fernández de Castro, (1942- )
- Raúl Berzosa (1957- )
- Carmelo Miranda (1969- )
- Juan Carlos Higuero (1978- )
- Morenito de Aranda (1985- )
- Alejandro Campos Ramírez (1919-2007)